# Parafia Matki Boskiej Różańcowej w Niepołomicach-Jazach
Parafia Matki Boskiej Różańcowej w Niepołomicach - Jazach – rzymskokatolicka parafia należąca do dekanatu Niepołomice archidiecezji krakowskiej. Została utworzona w 2008. Kościół parafialny budowany w latach 1999–2008, konsekrowany w 2008. Mieści się na osiedlu Suszówka.